# Зайцев, Сергей Геннадьевич
Сергей Геннадьевич Зайцев (род. 7 января 1969, Красноярск) — советский и российский хоккеист, нападающий. Тренер.

## Биография
Воспитанник красноярского «Сокола». Выступал за команды «Сокол» (1985/86 — 1988/89, 1990/91 — 1993/93), «Трактор» Челябинск (1988/89 — 1989/90), «Рубин» / «Газовик» Тюмень (1992/93 — 1997/98, 2001/02 — 2002/03), «Нефтехимик» Нижнекамск (1994/95), «Мечел» Челябинск и «Мостовик» Курган (1997/98), «Беркут» Киев (1999/2000), «Газовик» Тюмень (2000/01), «Югра» Сургут (2001/02), «Газовик-Универ» (2002/03 — 2003/04), «Газовик-Старт» (Ялутуровск, 2004/05 — 2005/06).
Тренер в команде «Газовик-Универ» (2004/05). Начальник команды (2008—2015), тренер (2015—2016) «Рубина». Тренер «Тюменского легиона» (2018/19 — 2019/20). Тренер в школе «Тюменского легиона» (2020—2021, с 2023).